# Argyresthia dzieduszyckii
Argyresthia dzieduszyckii is een vlinder uit de familie van de pedaalmotten (Argyresthiidae). De wetenschappelijke naam van de soort werd in 1860 gepubliceerd door Nowicki.